# Курносов Юрій Олексійович
Юрій Олексійович Курносов (29 березня 1924, Конотоп — 3 вересня 1996, Київ) — український історик, доктор історичних наук (з 1974 року), професор (з 1984 року).

## Життєпис
Народився 29 березня 1924 року в місті Конотопі в родині залізничників. Учасник німецько-радянської війни. У 1951 році закінчив історичний факультет Київського університету, працював ученим секретарем Київського державного історичного музею, з 1955 року — в АН УРСР, з 1957 року — в Інституті історії АН УРСР, у 1957–1960 роках — редактор «Українського історичного журналу». 1960 року захистив кандидатську дисертацію на тему: «Становище селянства Правобережної України і класова боротьба в 40—50-х рр. XIX ст.». У 1960–1965 роках — молодший науковий співробітник відділів історії феодалізму та історії соціалістичного і комуністичного будівництва, у 1965–1985 роках — старший науковий співробітник відділів Історії міст і сіл УРСР та історії комуністичного будівництва, у 1985–1990 роках — завідувач сектору, з 1990 року — провідний науковий співробітник-консультант відділу історії культури українського народу. Захистив докторську дисертацію на тему: «Внесок інтелігенції Української РСР у комуністичне будівництво (1959—70)».
Нагороджений орденом Вітчизняної війни 2-го ступеня, Грамотою Президії ВР УРСР. Помер у Києві 3 вересня 1996 року.

## Наукова діяльність
Автор понад 170 наукових праць, у тому числі монографій:
- «У навчанні та праці. Підготовка кадрів інтелігенції в Українській РСР» (Київ, 1964, у співавторстві);
- «Роль інтелігенції України в комуністичному вихованні трудящих 1959–1965» (Київ, 1968);
- «Інтелігенція Української РСР і науково-технічний прогрес. 1959–1970» (Київ, 1975);
- «Інакомислення в Україні. 60-ті — перша половина 80-х рр. ХХ ст.» (Київ, 1994).

У різні роки брав участь у написанні близько 40 колективних праць, серед них:
- «Історія Української РСР» в 2-х томах (Київ, 1967, том 2);
- «Історія Української РСР» у 8-ми томах (Київ, 1979, том 8, книги 1 і 2);
- «Історія Української РСР» у 10-ти томах (Київ, 1988, томи 9, 10);
- «Історія Києва» (Київ, 1964, том 2; Київ, 1986, том 3, книга 2);
- «Интеллигенция Советской Украины: Некоторые вопросы историографии и методологии исследования» (Київ, 1988, автор, відповідальний редактор);
- «Нариси історії української інтелігенції (перша половина ХХ ст.)» у 3-х книгах (Київ, 1994, автор і відповідальний редактор).

Один із авторів підручника «Історія України» для учнів 10—11 класів (1989–1995, 5 видань).
Здійснював науково-методичну та науково-організаційну роботу при написанні та підготовці до видання 26-томної «Історії міст і сіл Української РСР» (українською і російською мовами).
Деякі праці вийшли англійською, угорською та румунською мовами.